# Afrithelphusa gerhildae
Afrithelphusa gerhildae је животињска врста класе Crustacea која припада реду Decapoda. 

## Угроженост
Подаци о распрострањености ове врсте су недовољни.

## Распрострањење
Ареал врсте је ограничен на једну државу. 
Гвинеја је једино познато природно станиште врсте.

## Станиште
Станишта врсте су шуме и слатководна подручја. 